# 卡迪莎·布坎南
卡迪莎·布坎南（英語：Kadeisha Buchanan，1995年11月5日—）是一名加拿大職業女子足球員，司職後衛，現效力英女超球隊切爾西女子足球俱樂部和加拿大國家女子足球隊。

## 生平

### 俱樂部生涯

#### 奧林匹克里昂
2017年6月1日，里昂在歐聯總決賽擊敗巴黎聖日耳曼，布坎南因此成為第一名贏得歐聯冠軍的加拿大足球員。此後布坎南又在2018年、2019年和2020年連續奪得歐聯冠軍。

### 國家隊生涯
布坎南14歲第一次入選加拿大足協的青訓體系。2012年，布坎南協助加拿大U-17國青隊奪得中北美足聯U-17錦標賽的銀牌。2013年1月，布坎南第一次入選加拿大國家隊，參加對陣中國女足的友誼賽，當時她只有19歲。
2014年5月8日，布坎南在對陣美國女足的友誼賽上攻入了自己的第一顆國家隊入球。這場比賽也成為了加拿大歷史上入場觀看人數第二多的女足比賽。同年，布坎南入選U-20國青隊，出戰當年的U-20世界盃。
2015年，布坎南再次入選加拿大女足大名單，出戰當年的世界盃。由於在世界盃中的出色表現，她不僅贏得了當屆世界盃的最佳青年球員獎，更獲得了當年金球獎的提名。
2019年，布坎南再次入選加拿大女足大名單，出戰當年的世界盃。
2020年2月9日的女足奧預賽總決賽是布坎南第100次為加拿大女足上陣。該場比賽美國女足以3-0擊敗加拿大女足。